# Конфолан-Сюд
Конфола́н-Сюд (фр. Confolens-Sud) — кантон во Франции, находится в регионе Пуату — Шаранта, департамент Шаранта. Входит в состав округа Конфолан.
Код INSEE кантона — 1615. Всего в кантон Конфолан-Сюд входят 11 коммун, из них главной коммуной является Конфолан.
Население кантона на 2007 год составляло 6 613 человек.
Коммуны кантона:
- Абзак
- Бригёй
- Брийак
- Конфолан
- Летер
- Монролле
- Орадур-Фане
- Сен-Жермен-де-Конфолан
- Сен-Кристоф
- Сен-Морис-де-Льон
- Эс